# Mickey Mania
Mickey Mania (per esteso Mickey Mania: The Timeless Adventures of Mickey Mouse) è un videogioco a piattaforme sviluppato dalla Traveller's Tales, pubblicato da Sony Imagesoft a partire dal 1994 su Sega Mega Drive, SNES e Sega CD. Concettualmente fa rivivere i momenti salienti della "carriera" di Topolino, attraversando livelli ispirati ad alcuni corti classici e film di cui è stato protagonista, dal suo debutto in Steamboat Willie nel 1928 fino ad Il principe e il povero del 1990. Gli sprite e le animazioni sono curate dagli studi statunitensi Walt Disney Feature Animation Florida e Creative Capers.
Due anni dopo venne riprogrammato per PlayStation da Psygnosis e pubblicato solo in Europa dalla SCEE, col nuovo nome Mickey's Wild Adventure (Topolino e le sue avventure in italiano). Tale versione è stata dopo inclusa nell'unica confezione dei videogiochi Disney Libro Animato Creativo: Mulan e Tarzan, messa in commercio ancora nel Vecchio Continente il 9 ottobre 2003. Invece la sua emulazione fu resa scaricabile sullo store del servizio PlayStation Network dal 13 dicembre 2011.
Ne era previsto un diretto sequel a opera sempre di Traveller's Tales come Mickey Mania 2, che fu cancellato in seguito alla decisione della software house britannica di concentrarsi sullo sviluppo di Toy Story.

## Modalità di gioco
Mickey Mania, la cui sua difficoltà è selezionabile dalle opzioni sul menù iniziale (tra facile, medio o difficile), si articola in sei livelli divisi da un diverso numero di scene, basati su dei corti e film classici di Topolino, ove egli stesso incontra le sue controparti che apparivano nei cartoni medesimi.
Il giocatore lo controlla per farlo proseguire verso la fine di essi, facendogli attraversare ostacoli, affrontare pericoli e, soprattutto, sconfiggere nemici lanciando delle biglie (a volte anche saltando loro sopra). Il limite massimo di rifornimento nel sacco delle biglie è 99. Inoltre lui può spostare degli oggetti, in modo che raggiunga piattaforme o zone situate più in alto.
La salute del protagonista è indicata dal guanto visualizzato in alto a sinistra dello schermo, le cui quattro dita distese rappresentano quante ferite (ripristinabili raccogliendo delle stelle) può ancora subire prima di perdere una vita supplementare; quest'ultima, sotto forma delle sue orecchie, è presente in un punto ostico da coglierla e se ne possono avere nove nel totale. Dopo averne perduta una riparte all'inizio del livello, oppure dall'ultimo checkpoint mediante l'accensione e lo scoppio di un razzo. Infine, a disposizione del giocatore si hanno tre continua, che li può usare entro nove secondi per riprendere la partita dal primo stage avanzato di un livello una volta che esaurisce tutte le vite.

## Accoglienza
Le opinioni della critica per Mickey Mania sono state generalmente positive. La rivista Famicom Tsūshin votò la versione SNES con un 28 su 40, mentre quella Mega Drive con un 30 su 40.
GamePro giudica le due suddette versioni e quella Sega CD sotto diversi recensori. Il primo, per la Genesis, ha applaudito la sua visuale stilistica e la totale immersione del gioco all'interno di cartoni classici, commentando che «il miscuglio tra passato e presente è magico», ma dichiara però che era troppo facile, concludendo con queste ultime parole: «...se in generale non adori Topolino, non apprezzerai questo titolo. Ma se ti piace un qualsiasi altro suo videogioco, allora non ti potrai perdere Mickey Mania». Lo stesso, parlando della Sega CD, ne loda le grafiche migliorate, i campioni vocali aggiuntivi ed il nuovo livello, ma ha espresso lo stesso problema di prima, ovvero la bassissima difficoltà che impedisce di attirare chiunque non sia fan del personaggio Disney. Un altro, sempre di GamePro, invece ha provato la SNES e riscontrò una difficoltà elevata per i giocatori più giovani, ma acclama anche i controlli e le grafiche.
Next Generation recensì le versioni SEGA (CD e Mega Drive), entrambe con 4 stelle su 5; sulla prima dicendo che «qui c'è abbastanza innovazione [...] per renderlo un must, e se hai dei figli, penso che sia legge», mentre sulla seconda: «Ingegnoso come Mickey Mania mescoli con cura degli ingredienti mentre viene attaccato da ogni dove, rendendolo difficile da abbattere». Maximum diede 2 stelle su 5 a Mickey's Wild Adventure (la conversione per PlayStation), complimentandone le grafiche stilizzate, l'attenzione al dettaglio ed il gameplay solido, ma critica la poca azione e il fatto che non ha ulteriori miglioramenti rispetto alle altre.

### Riconoscimenti
Mickey Mania vinse un premio all'edizione 1994 dei Parents' Choice Awards, organizzati dalla Parents' Choice Foundation. Viene premiato anche come "Miglior gioco Sega CD dell'anno" dalla rivista VideoGames.